# Ричард Хендрикс
Ричард Хендрикс (енгл. Richard Hendrix; Декејтур, 15. новембар 1986) је амерички кошаркаш. Игра на позицијама крилног центра и центра. Као натурализовани кошаркаш је наступао за репрезентацију Македоније.

## Каријера
Хендрикс је студирао на универзитету Алабама (2005–2008). На НБА драфту 2008. је одабран као 49. пик од стране Голден Стејт вориорса. За Голден Стејт је играо на неколико предсезонских мечева али није успео да потпише уговор. Након тога је наступао у НБА развојној лиги за Бејкерсфилд џем и Дакоту визардс.
У Европу долази у јулу 2009. потписавши уговор са шпанском Гранадом. Помогао је клубу да дође до највише победа у току једне сезоне од кад се такмичи у АЦБ лиги. На крају сезоне је добио награду за најбољег новајлију у АЦБ лиги.
У јуну 2010. је потписао двогодишњи уговор са Макабијем из Тел Авива. У Макабију је остао до краја уговора и освојио је по два пута национално првенство и куп као и Јадранску лигу у сезони 2011/12. У јуну 2012. је потписао двогодишњи уговор са Олимпијом из Милана. Међутим, након слабих партија, већ у јануару 2013. је прослеђен на позајмицу у Локомотиву Кубањ до краја сезоне. Са Локомотивом је освојио Еврокуп у сезони 2012/13, а том успеху је значајно допринео па је добио награду за најкориснијег играча финала.
У јулу 2013. је и званично постао Локомотивин играч пошто је потписао трогодишњи уговор са клубом. У јулу 2015. је напустио Локомотиву и потписао једногодишњи уговор са шпанском Уникахом. У марту 2016. је напустио Уникаху и вратио се у Макаби, са којим је потписао уговор до краја 2016/17. сезоне. Ипак, у августу 2016. Макаби га је отпустио. Два дана по напуштању екипе Макабија, потписао је једногодишњи уговор са Гран Канаријом. Са овим клубом је освојио  Суперкуп Шпаније. За сезону 2017/18. је потписао уговор са турским Галатасарајом. У сезони 2018/19. је играо за француски Ле Ман након чега је имао ангажмане у Јапану.
Са репрезентацијом Македоније је играо на Европском првенству 2015. године.

## Успеси

### Клупски
- Макаби Тел Авив:
  - Првенство Израела (2): 2010/11, 2011/12.
  - Куп Израела (2): 2011, 2012.
  - Јадранска лига (1): 2011/12.
- Локомотива Кубањ:
  - Еврокуп (1): 2012/13.
- Гран Канарија:
  - Суперкуп Шпаније (1): 2016.

### Појединачни
- Најкориснији играч финала Еврокупа (1): 2012/13.